# Mailson Francisco de Farías
Mailson Francisco de Farías (* 23. Dezember 1993 in Almas), auch bekannt als Mailson, ist ein brasilianischer Fußballspieler.

## Karriere
Von 2012 bis 2013 spielte Mailson bei den brasilianischen Vereinen Camboriú FC, Morrinhos FC und Itumbiara EC. 2013 wechselte er für ein Jahr nach Portugal, wo er sich dem AC Alcanenense anschloss. Der Verein aus Alcanena spielte in der dritten Liga, der Campeonato Nacional de Seniores. 2014 ging er wieder in seine Heimat und unterschrieb einen Vertrag bei SER Caxias do Sul in Caxias do Sul. Über die Stationen EC Juventude, Paysandu SC und Clube de Regatas Brasil ging er 2017 nach Südkorea, wo er einen Vertrag bei Jeju United unterschrieb. Mit dem Verein aus Jeju-si, der in der ersten Liga, der K League, spielte, wurde er 2017 Vizemeister. Anfang 2018 verließ er Südkorea und wechselte für acht Monate nach Brasilien, wo er für den Criciúma EC aus Criciúma spielte. Im August 2018 wechselte er nach Katar. Hier unterzeichnete er einen Vertrag bei al-Arabi. Der Verein aus Doha spielte in der höchsten Liga des Landes, der Qatar Stars League. Anfang 2019 zog es ihn wieder in seine Heimat. Die erste Jahreshälfte spielte er für seinen ehemaligen Verein Clube de Regatas Brasil, die zweite Jahreshälfte für Vila Nova FC. Für die Saison 2020 hat er einen Vertrag bei Chiangrai United in Thailand unterschrieben. Der Klub aus Chiangrai spielte in der ersten Liga, der Thai League, und war amtierender Meister. Für Chiangrai absolvierte er zwei Erstligaspiele. Im November 2020 kehrte er in seine Heimat zurück. Hier schloss er sich dem Zweitligisten Sampaio Corrêa FC aus São Luís im Bundesstaat Maranhão an. Für Sampaio bestritt er sieben Zweitligaspiele. Anschließend spielte er für die brasilianischen Vereine EC Jacuipense, SE Gama, Joinville EC und AD São Caetano. Seit Ende September 2022 ist er vertrags- und vereinslos.

## Erfolge
Jeju United
- K League:  2017 (2. Platz)

Clube de Regatas Brasil
- Campeonato Alagoano de Futebol: 2017

Chiangrai United
- Thailand Champions Cup: 2020